# Lijepa naša domovino
Lijepa naša domovino (« Ô notre belle patrie »), familièrement Lijepa naša (« Notre belle »), est  l'hymne national de la Croatie. Il fut d'abord adopté en 1941 comme hymne national de l'État indépendant de Croatie, mais fut abandonné en 1945 lors de la chute du régime fasciste. Il est ensuite adopté le 29 février 1972 comme hymne de la République socialiste de Croatie du temps de la RFS de Yougoslavie, et resta celui de la République de Croatie après l'indépendance de celle-ci.
Les paroles sont tirées du poème Horvatska domovina, écrit en 1835 par Antun Mihanović, et la musique a été composée en 1846 par Josip Runjanin.

## Paroles

### Officiel actuel
Habituellement, seul le premier couplet est chanté.

#### Paroles encroate
| Alphabet latin | Alphabet grec | Transcription API |
| --- | --- | --- |
| Lijepa naša domovino, Oj, junačka zemljo mila, Stare slave djedovino, Da bi vazda sretna bila! Mila kano si nam slavna, Mila si nam ti jedina, Mila kuda si nam ravna, Mila kuda si planina! Teci, Dravo, Savo, teci, Nit' ti, Dunav, silu gubi, Sinje more, svijetu reci Da svoj narod Hrvat ljubi Dok mu njive sunce grije, Dok mu hrašće bura vije, Dok mu mrtve grobak krije, Dok mu živo srce bije! | Λιέπα να̏σ̌α δομὸβινο, Οι, ϳοὺνᾱτσ̌κᾱ ζεμλϳο̄ μὶλα, Στα̑ρε σλα̏βε̄ δϳε̏δοβινο, Δα̏ μπι βα̏ζδα σρὲτνα μπίλα! Μὶλα κα̑νο σι να̏μ σλαυ̑να, Μὶλα σι να̏μ τι̏ ϳὲδῑνᾱ, Μὶλα κοὺδα σο να̏μ ραύνα, Μὶλα κοὺδα σι πλανὶνα! Τὲτσι, Δρα̑βο, Σα̑βο, τὲτσι, Νιτ´ τι̏, Δοὺναυ, σι̏λου γοὺμπῑ, Σι̑νϳε̄ μο̑ρε, σβιε̑του ρε̏τσι Δα σβο̑ι νάροδ Χυρ̀βᾱτ λϳου̑μπῑ. Δο̏κ μου νϳι̏βε σου̑ντσε γρι̏ε̄, Δο̏κ μου χρα̏σ̌τϳε μπου̏ρα βι̏ε̄, Δο̏κ μου μυρ̀τβε γρο̏μπακ κρι̏ε̄, Δο̏κ μου ζ̌ίβο συρ̏τσε μπι̏ε! | [ljě̞ː.pa̠ nâ̠.ʃ̺a̠ d̪o̞.mǒ̞.ʋ̝i.no̞ ǀ] [o̞j jǔ.na̠ːt̺͡ʃ̺.ka̠ː z̪ê̞m.ʎ̟o̞ː mǐ.ɫa̠ ǀ] [s̪t̪â̠ː.re̞ s̪ɫâ̠.ʋ̝e̞ː d̪jê̞.d̪o̞.ʋ̝i.no̞ ǀ] [d̪â̠ bi ʋ̝â̠z̪.d̪a̠ s̪rě̞t̪.na̠ bǐː.ɫa̠ ǁ] [mǐ.ɫa̠ kâ̠ː.no̞ s̪i nâ̠m s̪ɫâ̠ːʋ̝.na̠ ǀ] [mǐ.ɫa̠ s̪i nâ̠m t̪î jě̞.d̪iː.na̠ː ǀ] [mǐ.ɫa̠ kǔ.d̪a̠ː s̪i nâ̠m rǎ̠ːʋ̝.na̠ ǀ] [mǐ.ɫa̠ kǔ.d̪a̠ː s̪i pɫa̠.nǐ.na̠ ǁ] [t̪ě̞.t̪͡s̪i d̪râ̠ː.ʋ̝o̞ s̪â̠ː.ʋ̝o̞ t̪ě̞.t̪͡s̪i ǀ] [nit̪ t̪î d̪ǔ.na̠ʋ̝ s̪î.ɫu gǔ.biː ǀ] [s̪îː.ɲ̟e̞ː mô̞ː.re̞ s̪ʋ̝jě̞ː.t̪u rê̞.t̪͡s̪i ǀ] [d̪a̠ s̪ʋ̝ô̞ːj nǎ̠ː.ro̞d̪ hř̩.ʋ̝a̠ːt̪ ʎ̟ûː.biː ǁ] [d̪ô̞k mu ɲ̟î.ʋ̝e̞ s̪ûːn̪.t̪͡s̪e̞ grî.je̞ː ǀ] [d̪ô̞k mu hr̩â̠ɕ.t͡ɕe̞ bû.ra̠ ʋ̝î.je̞ː ǀ] [d̪ô̞k mu mř̩t̪.ʋ̝e̞ grô̞.ba̠k krî.je̞ː ǀ] [d̪ô̞k mu ʒ̺ǐː.ʋ̝o̞ s̪r̩̂.t̪͡s̪e̞ bǐ.je̞ ǁ] |

#### Traduction
Ô notre belle patrie,
Ô cher et héroïque pays,
Patrie à la gloire ancestrale,
Sois toujours heureuse !
Chère, autant que tu es glorieuse,
Toi seule nous est chère.
Chère, là où ton sol est plat,
Chère, là où il est montagneux.
Coule Drave, Save coule,
Toi non plus Danube, ne perds pas ta vigueur
Mer azur, va annoncer au monde
Qu'un Croate aime son peuple !
Tant que le soleil réchauffe sa terre labourée,
Tant que les tempêtes fouettent ses chênes,
Tant que les tombeaux cachent ses morts
Tant que bat son cœur vivant !

### Texte original
L'hymne est basé sur un poème de 14 strophes intitulé Horvatska domovina (« Patrie croate »).
Lěpa naša domovino,

Oj junačka zemljo mila,

Stare slave dědovino,

Da bi vazda čestna bila!

Mila, kano si nam slavna,

Mila si nam ti jedina,

Mila, kuda si nam ravna,

Mila, kuda si planina!

Vedro nebo, vedro čelo,

Blaga persa, blage noći,

Toplo lěto, toplo dělo,

Bistre vode, bistre oči:

Vele gore, veli ljudi,

Rujna lica, rujna vina,

Silni gromi, silni udi; —

To je naša domovina!

Ženju serpi, mašu kose,

Děd se žuri, snope broji,

Škriplju vozi, brašno nose,

Snaša preduć málo doji:

Pase marha, rog se čuje,

Oj, oj zvenči, oj, u tmine,

K ognju star i mlad šetuje; —

Evo t’ naške domovine!

Luč iz mraka dalko sija,

Po veseloj livadici,

Pěsme glasno brěg odbija,

Ljubni poje k tamburici:

Kolo vode, živo kolo,

I na berdu, i v dolini,

Plešu mladji sve okolo; —

Mi smo, pobre, v domovini!

Magla, što li, Unu skriva?

Ni l’ to našiu jauk turobni?

Tko li moleć smert naziva?

Il’ slobodni, il’ su robni?

»Rat je, bratjo, rat junaci,

Pušku hvataj, sablju paši,

Sedlaj konjče, hajd pešjaci,

Slava budi, gdi su naši!«

Buči bura, magla projde, —

Puca zora, tmina běži, —

Tuga mine, radost dojde, —

Zdravo slobost, — dušman leži!

Veseli se, tužna mati,

Padoše ti verli sini,

Ko junaci, ko Horvati,

Ljaše kervcu domovini!

Teci, Sava hitra, teci

Nit’ ti Dunaj silu gubi,

Kud li šumiš, světu reci:

Da svog’ doma Horvat ljubi,

Dok mu njive sunce grije,

Dok mu hrastje bura vije,

Dok mu mertve grob sakrije,

Dok mu živo serdce bije! 